# Cochleanthes discolor
Warczewiczella discolor là một loài lan.
 Tư liệu liên quan tới Warczewiczella discolor tại Wikimedia Commons

## Hình ảnh

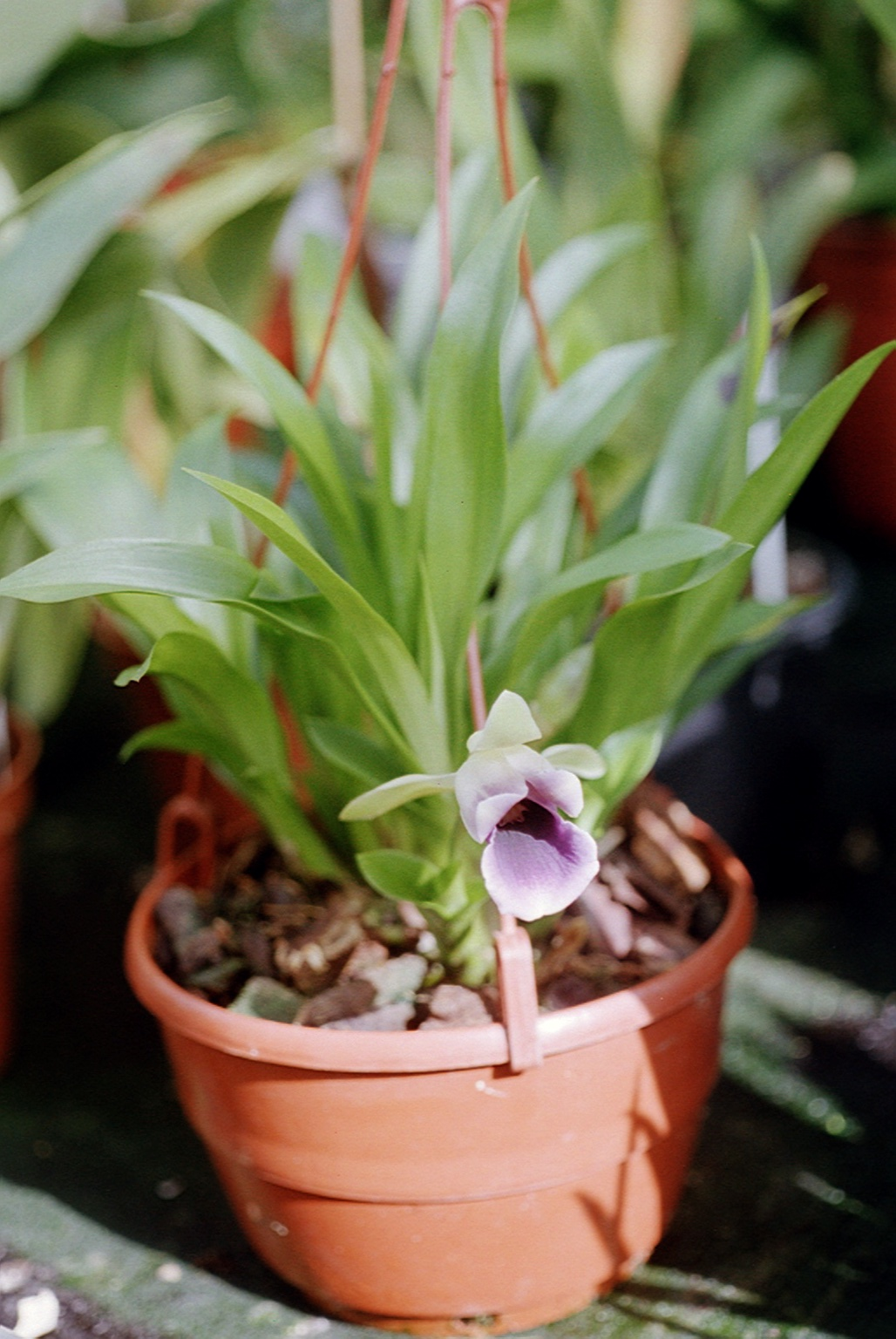
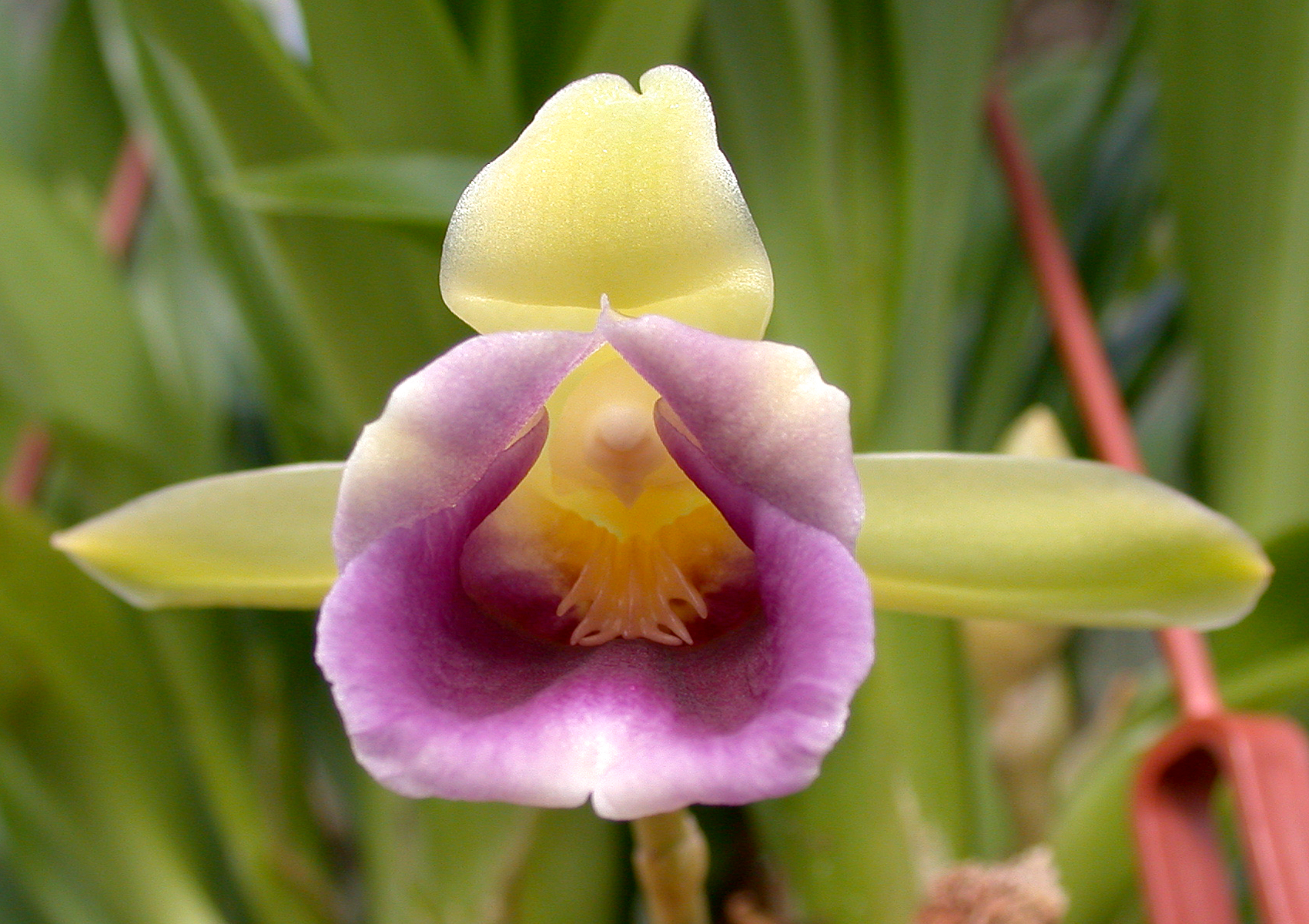